# Country Life
Country Life este al patrulea album al trupei Britanice de rock Roxy Music, lansat în 1974 ajungând până pe locul 3 în topurile britanice. În Statele Unite s-a clasat pe locul 37 fiind primul lor album care pătrunde în Top 40 în America. Este considerat de mulți critici ca fiind unul dintre cele mai sofisticate și consistente albume ale formației. Ferry a dat numele materialului după revista Britanică Country Life. 
În 2003 albumul a fost clasat pe locul 387 în Lista celor mai bune 500 de albume ale tuturor timpurilor stabilită de revista Rolling Stone. Country Life a fost unul din cele patru albume ale grupului care au fost luate în considerare pentru această listă. 

## Tracklist
1. "The Thrill of It All" (6:24)
2. "Three and Nine" (Ferry, Andy Mackay) (4:04)
3. "All I Want Is You" (2:53)
4. "Out of The Blue" (Ferry, Phil Manzanera) (4:46)
5. "If It Takes All Night" (3:12)
6. "Bitter-Sweet" (Ferry, Mackay) (4:50)
7. "Triptych" (3:09)
8. "Casanova" (3:27)
9. "A Really Good Time" (3:45)
10. "Prairie Rose" (Ferry, Manzanera) (5:12)

- Toate cântecele au fost scrise de Bryan Ferry cu excepția celor notate.

## Single-uri
- "All I Want Is You" (1974)
- "The Thrill of It All" (1974)

## Componență
- Bryan Ferry - voce, claviaturi
- John Gustafson - bas
- Edwin Jobson - coarde, sintetizator, claviaturi
- Andy Mackay - oboi, saxofon
- Phil Manzanera - chitară
- Paul Thompson - tobe